# Iosif Slipîi
Iosif Slipîi (n. 17 februarie 1892, Zazdrist, powiatul Terebovlea⁠(d), Regatul Galiției și Lodomeriei, Austro-Ungaria – d. 7 septembrie 1984, Roma, Italia) a fost un arhiepiscop și mitropolit greco-catolic de Liov, deținut politic, cardinal, întâistătător al Bisericii Greco-Catolice din Ucraina.

## Familia și studiile
Iosif Slipîi s-a născut în anul 1892 la Zazdrist, pe atunci în Galiția Austriacă. Tatăl său a fost Ivan Slipîi, agricultor, iar mama sa a fost Anastasia, născută Dyczkowski, cu rădăcini poloneze. Sora lui Iosif Slipîi, Francisca, a fost botezată în ritul latin, conform obiceiului din vremea respectivă, după care fetele urmau ritul mamei, iar băieții, pe cel al tatălui.
Arhiepiscopul mitropolit Andrei Șeptițki⁠(en)[traduceți] l-a trimis pe Iosif Slipîi la studii la colegiul iezuit din Innsbruck, aflat sub conducerea profesorului Nikolaus Nilles⁠(en)[traduceți], un specialist în istoria și dreptul Bisericilor Răsăritene, premiat inclusiv de Academia Română.

## Cariera ecleziastică
Arhiepiscopul mitropolit Andrei Șeptițki⁠(en)[traduceți] l-a hirotonit episcop coadjutor în data de 22 decembrie 1939. După moartea arhiepiscopului Șeptițki în anul 1944 a devenit succesorul acestuia.

## Arestul
Conform relatărilor generalului Pavel Sudoplatov, conducerea sovietică nu a dorit să dea ocazia la critici în contextul Conferinței de la Ialta, cum că ar oprima Biserica Greco-Catolică. La două luni după încheierea conferinței de la Ialta, prin care aliații occidentali au recunoscut apartenența Ucrainei de Vest la Uniunea Sovietică, mitropolitul Slipîi a fost arestat la 11 aprilie 1945 și deportat în Siberia. A fost eliberat din detenție în anul 1963, la intervenția papei Ioan al XXIII-lea.
Episcopul său vicar, Grigori Lakota, a murit într-un lagăr de muncă la nord de cercul polar în anul 1950.